# Hohle Gasse

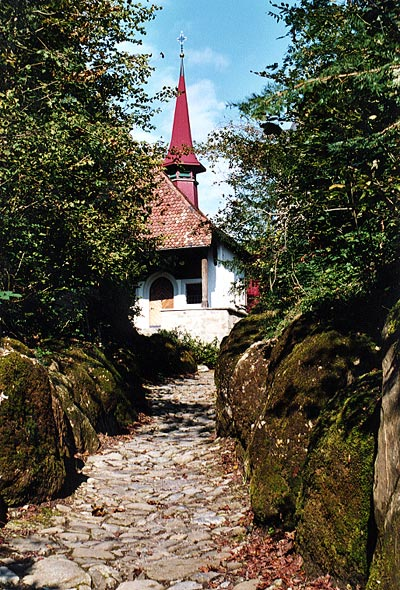
Hohle Gasse in Küssnacht

Die Hohle Gasse ist ein künstlicher Hohlweg zwischen Küssnacht und Immensee in der Schweiz. In der Hohlen Gasse soll Wilhelm Tell 1307 den habsburgischen Landvogt Hermann Gessler erschossen haben. In Friedrich Schillers Drama Wilhelm Tell sagt Tell (IV, 3): «Durch diese hohle Gasse muss er kommen. Es führt kein andrer Weg nach Küssnacht.»
Die heutige Hohle Gasse war einmal die Strasse von Küssnacht nach Immensee. Als der Verkehr zunahm, wurde 1937 eine Umfahrungsstrasse gebaut, welche die Hohle Gasse vom motorisierten Strassenverkehr entlastete. Die alte Strasse wurde mit Hilfe von Steinblöcken verengt.
Eine Spendensammlung der Schweizer Schuljugend führte 1934 zur Gründung der Schweizerischen Stiftung zur Erhaltung der Hohlen Gasse. 2004/05 renovierte diese Stiftung die Hohle Gasse und erstellte neu einen rollstuhlgängigen Weg.
Am oberen Ende liegen das heutige Gymnasium Immensee sowie die Bethlehem Mission Immensee. Beide wurden 1896 vom savoyischen Priester Pierre-Marie Barral gegründet. Am unteren Ende wurden ein Picknickplatz und ein Informationspavillon errichtet.